# Kerwāda
Kerwāda är en ort i Indien.   Den ligger i distriktet Bharūch och delstaten Gujarat, i den västra delen av landet, 900 km sydväst om huvudstaden New Delhi. Kerwāda ligger 18 meter över havet och antalet invånare är 5 000.
Terrängen runt Kerwāda är mycket platt. Runt Kerwāda är det ganska tätbefolkat, med 214 invånare per kvadratkilometer. Närmaste större samhälle är Amod, 9,4 km norr om Kerwāda. Trakten runt Kerwāda består till största delen av jordbruksmark.